# إدوارد تيت
إدوارد تيت (30 أغسطس 1877 في المملكة المتحدة - 4 يناير 1953 في المملكة المتحدة)  (بالإنجليزية: Edward Tate)‏ هو لاعب كريكت بريطاني وبريطاني (وحمل سابقاً جنسية المملكة المتحدة لبريطانيا العظمى وأيرلندا). لعب مع نادي مقاطعة هامبشاير للكريكت ‏ وDevon County Cricket Club ‏ ونادي مارليبون للكريكت ‏.

## وصلات خارجية
- إدوارد تيت على موقع إي آس بي آن كريك إنفو (الإنجليزية)